# Katanga-Kreuz

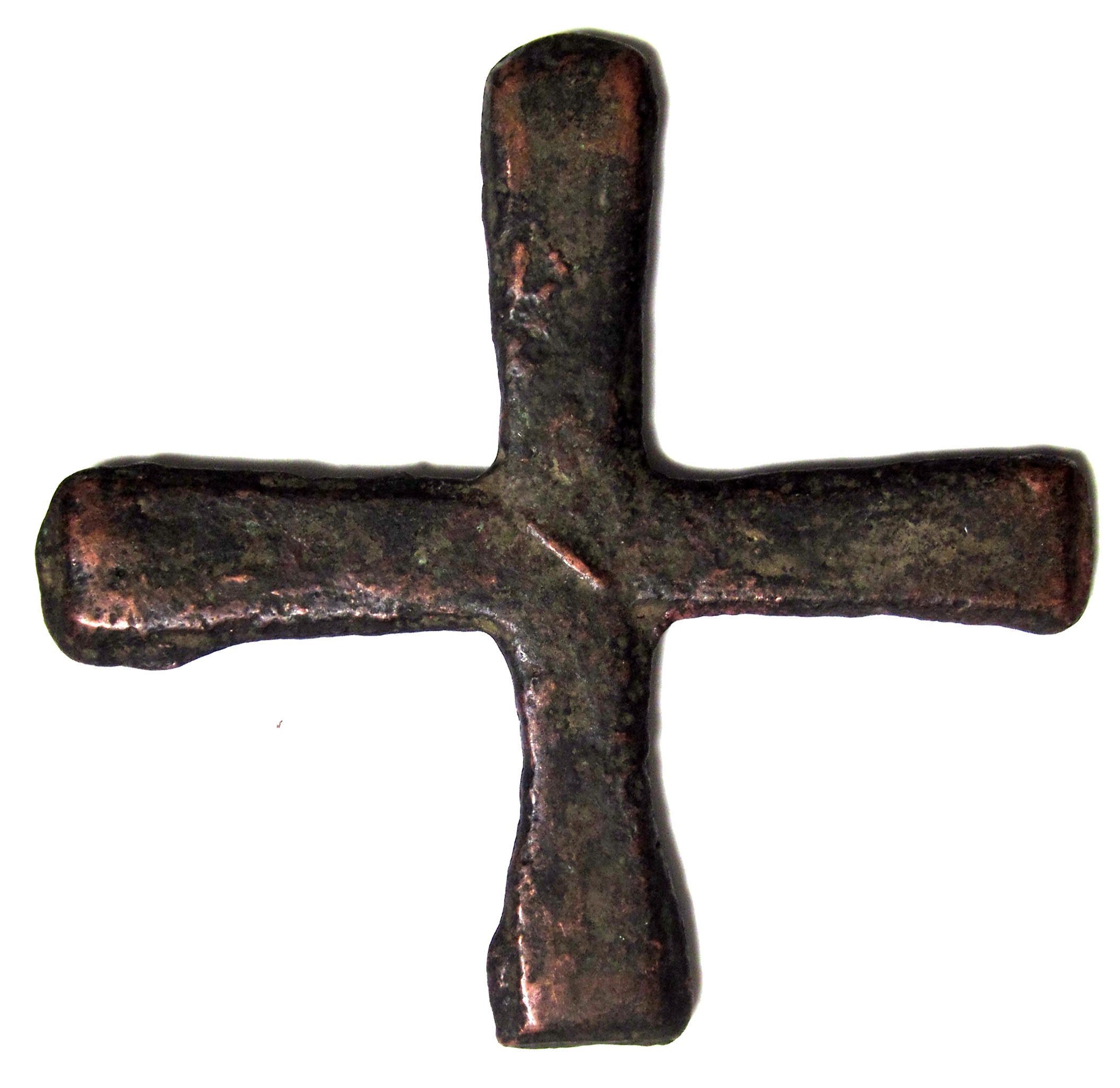
Katanga-Kreuz, 18. Jahrhundert, 531 g

Flagge von Katanga, 1960–1963

Das Katanga-Kreuz (auch als Handa oder Aspa bezeichnet) ist ein kreuzförmiger Kupfer-Barren und gehört zu den Primitivgeld-Arten aus dem Bereich des heutigen Kongo und Umgebung. Es war Zahlungsmittel und gleichzeitig die Barrenform für den Kupferhandel. Als Zahlungsmittel ist es zwischen dem 13. bis zum Anfang des 20. Jahrhunderts nachweisbar.
Die Herstellung erfolgt als Guss in verlorener Form in mannigfaltigen Abwandlungen. So sind ältere und kleinere Formen eher in „H“-Form, spätere in „X“-Form zu finden. Die Vielfalt spiegelt sich auch in verschiedenen Größen und Gewichten (z. B.: 474, 530, 938, 1010 g) wider. Auch existierten überdimensional große Stücke, die wahrscheinlich nur eine Prestige-Wirkung hatten bzw. vermutet man, dass damit um besonders begehrte Frauen geworben wurde.
Der Stolz auf den Kupferreichtum des Landes (der Copperbelt in Katanga und Sambia ist das bedeutendste Kupferabbaugebiet Afrikas) und der traditionelle Handel in Form der Katanga-Kreuze war Anlass, die Kreuze auch als Sinnbild in der Flagge des kurzlebigen Staates Katanga zu verwenden.